# لنز کانن ئی‌اف ۱۴میلی‌متر
لنز کانن ئی‌اف ۱۴میلی‌متر (به انگلیسی: Canon EF 14mm lens) نام لنز دوربین عکاسی از نوع سوپر واید ثابت  است که توسط شرکت کانن تولید می‌شود. فاصلهٔ کانونی این لنز ۱۴ میلی‌متر، دیافراگم آن دارای ۵ تیغه و ضریب اف آن اف ۲٫۸ تا اف ۲۲ است. این لنز در 2007 میلادی تولید و عرضه شده‌است.